# Simiougou
Simiougou est une localité du département de Ouagadougou, dans la province de Kadiogo (région Centre) au Burkina Faso. En 2006, cette localité comptait 892 habitants dont 53,6 % de femmes.